# 魯瑟倫 (新墨西哥州)
魯瑟倫（英語：Rutheron）是位於美國新墨西哥州里奧阿里巴縣的非建制地區。

## 歷史
魯瑟倫的郵局自1927年營運至今。

## 地理
魯瑟倫所處的海拔為高於海平面2221米（即7287英呎），而該地所採用的時區為UTC-7，即北美山地时区（MST）。同時該地設有夏令時間，為UTC-7調快一小時，即UTC-6（MDT）。